# Apanasiszki 2
Apanasiszki 2 (biał. Апанасішкі 2; ros. Апанасишки 2) – wieś na Białorusi, w obwodzie witebskim, w rejonie brasławskim, w sielsowiecie Plusy.

## Historia
W czasach zaborów ówczesna wieś leżała w granicach Imperium Rosyjskiego.
W latach 1921–1945 kolonia leżała w Polsce, w województwie nowogródzkim (od 1926 w województwie wileńskim), w powiecie brasławskim, w gminie Plusy.
Według Powszechnego Spisu Ludności z 1921 roku łącznie spisano Apanasiszki I I II. W obu miejscowościach zamieszkiwało 68 osób, 46 było wyznania rzymskokatolickiego a 22 staroobrzędowego. Jednocześnie 46 mieszkańców zadeklarowało polską przynależność narodową a 22 białoruską. Było tu 11 budynków mieszkalnych. Wykaz z 1931 podaje, że w Apanasiszkach II w 6 domach zamieszkiwało 37 osób.
Wierni należeli do parafii rzymskokatolickiej w Plusach. Miejscowość podlegała pod Sąd Grodzki w Brasławiu i Okręgowy w Wilnie; właściwy urząd pocztowy mieścił się w Plusach.
W wyniku napaści ZSRR na Polskę we wrześniu 1939 miejscowość znalazła się pod okupacją sowiecką. Od czerwca 1941 roku pod okupacją niemiecką. W 1944 miejscowość została ponownie zajęta przez wojska sowieckie i włączona do Białoruskiej SRR.
Od 1991 w składzie niepodległej Białorusi.